# ایوان فوندورا
ایوان فوندورا (به اسپانیایی: Iván Fundora‎؛ زادهٔ ۱۴ آوریل ۱۹۷۶) کشتی‌گیر سابق اهل کوبا در دستهٔ ۷۴ کیلوگرم کشتی آزاد است. او یک مدال برنز بازی‌های المپیک (۲۰۰۴ آتن)، یک مدال برنز مسابقات قهرمانی کشتی جهان (۲۰۰۷) و نیز یک مدال طلای بازی‌های پان امریکن (۲۰۰۷) را کسب کرده است. فوندورا همچنین قهرمان هشت دورهٔ پیاپی مسابقات قهرمانی کشتی پان امریکن از سال ۲۰۰۳ تا ۲۰۱۰ است که از رکوردداران تعداد قهرمانی سبک آزاد در این مسابقات به شمار می‌رود.